# أبا الورود
أبا الورود هي بلدة كبيرة تقع في شمال محافظة الأسياح، في منطقة القصيم، بـالمملكة العربية السعودية، تعتبر من أكبر قرى الأسياح
مساحةً وتاريخاً وحاضراً.

## نبذة تاريخية
هي ثاني أقدم قرى الأسياح، بعد قرية التنومة. وفي عام 1178هـ، أعاد مشاري بن إبراهيم بن عمار بن صالح بن راشد الأسعدي الروقي العتيبي عمارتها. فأخذت القرية بالاتساع وبدأت الأسر بالقدوم إليها. ومنهم العمار أبناء عم الشيخ مشاري، والعقاب من أساعدة بقعاء، والسند القاعد من الخمشة من عنزة، والمطوع من الجلاعيد من عنزة، والمزعل المسفر من الحبلان من عنزة، البسام من الجبلان من مطير، الدغلوب من العوين من حرب، السلامة من الغيث من شمر .
كان لـ أبا الورود نصيباً من كتابات المؤرخين والمستشرقين، وأيضاً كان لها حضور كبير في ميدان الشعر، فقد تغنى بها الكثير من الشعراء ممن هم من غير أهلها، لكن للأسف هي الآن عرضة للضياع لعدم تدوينها.

## التسمية
«أبو الديدان» اسمها في القرن الثامن الهجري، وهو أقدم اسمٍ وصلنا، حيث كانت القرية ديارًا لبني خالد. يقول أهل أبا الورود أن سبب تسمية قريتهم بأبي الدود أو أبي الديدان هو أن السيل يلبث في وادي هذا المكان طويلاً، فيأسن الماء ويخرج منه الدود.

## أبا الورود والخدمات
تعتبر أبا الورود مركز من فئة (أ)، وبحكم موقعها المميز، من توسطها لشمال الأسياح، وربطها بين عدد من المناطق، فهي تحتوي على عدد من الخدمات، رغماً إفقتارها للكثير منها، تحتوي أبا الورود كما أسلفنا على مركز من فئة (أ)، ومخفر للشرطة، ومركز للدفاع المدني، ومركز صحي، وفرع للجمعية الخيرية، ومكتب لتوعية الجاليات، مركز للبريد، وعن تقنية الاتصال فيوجد في ابالورود برج جوال وثابت لشركة الاتصالات السعودية، وبرج لشركة اتحاد اتصالات (موبايلي)، وأصبحت الآن خدمة DSL متوفرة الآن للجميع، وتُعتبر أبا الورود من أقدم القرى في دخول واستعمال شبكة الإنترنت، ويتوفر في أبا الورود شبكة للماء، ويتم الآن العمل على شبكة تحلية المياه لمحافظة الأسياح بأكملها، أما عن المدارس فهي ولله الحمد تحتوي على مدارس ابتدائية ومتوسطة وثانوية للبنين والبنات ويوجد في ابتدائية أبالورود قسم لذوي الاحتياجات الخاصة، وأيضاً يوجد مثله في متوسطة الأمير سعود بن ناصر آل سعود وأيضاً في ثانوية أبالورود، كذلك يوجد روضة للأطفال، وهذه خدمات مهمة للغاية بحكم أنها تخدم قرى شمال الأسياح جميعها، كضيدة وحنيظل والسيق.
وهي الآن بحاجة ماسة لعدد من الخدمات، كبلدية لتخدم عدد من القرى والهجر كضيدة وحنيظل وطلحة والسيق والسعيرة والراكبية والشيبانية وغيرها، لأن بلدية الأسياح لم تعد كافية ولم يكن بإمكانها إدراك احتياجات جميع مراكز المحافظة بحكم اتساع رقعتها، وتلك القرى بحاجة ماسة لذلك، ولفك الضغط عن بلدية الأسياح أيضاً، وكذلك بحاجة لمحكمة لتخدم مناطق شمال الأسياح أيضاً, ونأمل أن يتم ذلك بأسرع وقت نظراً لحاجة الأهالي الماسة لها.

## الموقع
تقع في وسط شمال الأسياح، وموقعها إستراتيجي وتقع على مفترق ثلاث طرق، وله أهمية كبرى حيث أنه يضم ثلاثة طرق رئيسية ويربط بين ثلاثة مناطق، فيربط القادم من المنطقة الشرقية ودولة الكويت بـ حائل وبقية المناطق الشمالية والرياض والمدن المقدسة (مكة المكرمة والمدينة المنورة)، ويربط القادم من حائل بـ المنطقة الشرقية، ويربط هذا الخط بين منطقة القصيم والمنطقة الشرقية ومنها إلى دولة الكويت وبقية دول الخليج ومن خلال الخط تستطيع الوصول إلى رفحاء وعرعر، وأيضاً هناك خط يربط قرى شمال الأسياح بجنوبها.

## السكان
يسكن أبا الورود ما يزيد من 4000 نسمة .

## الزراعة
اشتهرت أبا الورود بالزراعة قديماً مثل باقي قرى القصيم، وأهم تلك المزروعات النخيل يأتي بعده زراعة الخضروات وبعض أنواع الفاكهة والقمح والذرة والشعير وغيره، ويوجد في أبا الورود عدد هائل من مزراع النخيل الصغيرة والكبيرة والكبيرة جداً، وأهم أنواع النخيل السكري والخلاص والبرحي ويزرع فيها معظم أنواع النخيل، ويوجد فيها عدد كبير من المحوريات لزراعة القمح والذرة.

## أماكن للزيارة
بعد فصل الشتاء وحين حلول فصل الربيع تتحول أبا الورود إلى جنة القصيم الغناء، وذلك حينما يجتمع جمال روضة أبا الورود الخضراء بسحر كثبان الرمال الذهبية مع أودية أبا الورود الكبيرة، ليشكلا منظر خلاباً تقف النفوس أمامها لتسبح الخالق المبدع لحسن ما صور.
يوجد في أبا الورود العديد من الأماكن التي تستحق الزيارة. منها:
1. روضة أبا الورود (الروضة)، تعتبر من الرياض، وهي تقع على مساحة كبيرة، وتحد البلدة من جهتي الشرق والشمال، ويشقها خط قبة - أبا الورود، وفي فصل الربيع تكتظ بالزوار من كل أنحاء المملكة للاستمتاع بحسنها وروعتها حينما تختلط في فيها جمال الزهور وخضرة الربيع مع رائحة البابونج العبقة، وجهتها الشمالية محمية بحاجز حديدي لمنع دخول السيارات، مثله في ذلك مثل الرياض الكبيرة في المملكة.
2. النفود، فوجود خط يشق نفود (عرق الأسياح) ويربط أبا الورود بقبة، سهل الوصول الأماكن في النفود، بعيداً عن صخب المدن في ليالي الصيف في الهواء البارد، ويصبح ذا طابع خاص في فصل الشتاء، حيث يصبح مزاراً للعديد من العوائل والكشاتة الذين يخيمون فيه وقت الأمطار.
3. الأماكن التاريخية، يوجد في أبالورود أطلال لسور قديم وطويل لا يعرف له تاريخ وذلك غرب البلدة، بالإضافة إلى أطلال لقصور قديمة في روضة أبالورود وبالإضافة لأطلال البلدة القديمة التي بقيت شامخة طوال مئات السنين.
4. صفراء الأسياح، تصبح مكان رائعاً للزيارة وقت الأمطار، فيوجد في بعض أجزاءه الفقع (الكمأة).
5. شعبان وأودية أبالورود، تتمتع أبا الورود أيضاً بالعديد من الشعبان التي تأتيها من عدد من الجهات أبرزها :المقطة وغنام والأرطاوي وأم حواش.